# Anetol
El anetol es un compuesto aromático al cual se le debe el sabor distintivo a regaliz del anís, el hinojo y el anís estrellado. También se lo conoce como parapropenilanilosa. No tiene relación con la glicirricina, el compuesto que hace que el regaliz sea dulce. El nombre químico completo es trans-1-metoxi-4-(prop-1-enil)benceno. Químicamente es un éter insaturado aromático.

## Usos
El anetol se utiliza como materia prima para la síntesis de hexestrol. Es uno de los principios activos del aceite de anís. En Argentina y otras partes de Latinoamérica debe su popularidad al caramelo Media Hora, una golosina creada en los años '50 cuyo sabor a anetol deriva de la pasta de orozuz. Actualmente es producida por Mondelez S.A. en Argentina y por Arcor en Chile. 

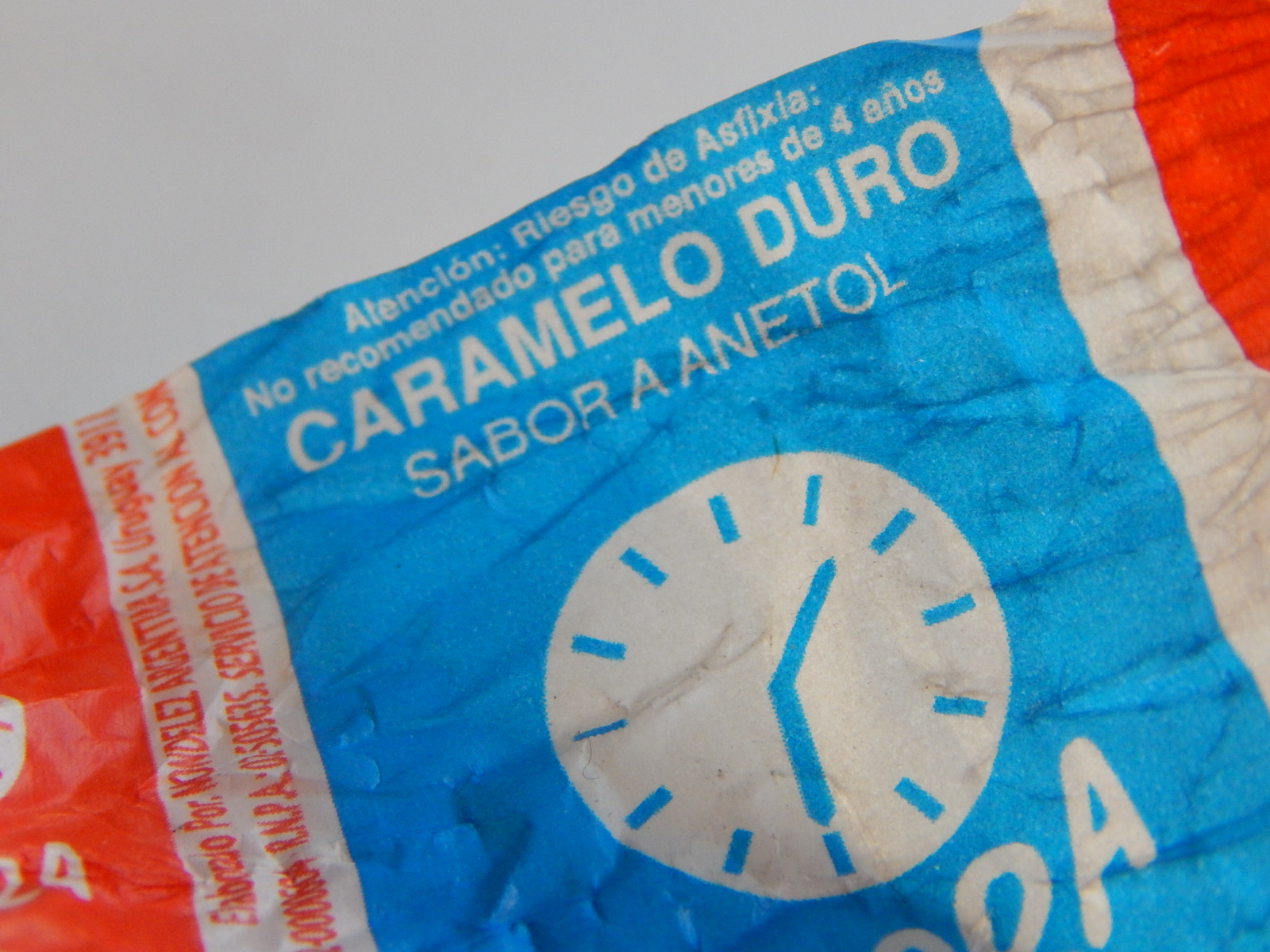
El clásico envoltorio de los caramelos Media Hora